# Polyplax acomydis
Polyplax acomydis är en insektsart som beskrevs av Kim och Emerson 1970. Polyplax acomydis ingår i släktet Polyplax och familjen ledlöss. Inga underarter finns listade i Catalogue of Life.